# Jang Jun
Dans ce nom coréen, le nom de famille, Jang, précède le nom personnel.
Jang Jun, né le 16 avril 2000 dans le district de Hongseong (Corée du Sud), est un taekwondoïste sud-coréen. Il a remporté une médaille d'or aux championnats d'Asie de taekwondo 2018 (en) en poids fin (54 kg), deux médailles d'or au Grand Prix mondial de taekwondo 2018 (en) ainsi qu'une médaille d'or aux Championnats du monde de taekwondo 2019 en poids mouche (moins de 58 kg).